# 레몬
레몬(lemon)은 운향과의 과일 나무(상록 소교목)이다. 귤속의 잡종 재배 식물로, 쓴귤(C. × aurantium)과 시트론(C. medica)의 자연 교잡으로 만들어졌다. 다나카 체계 등에서는 식물학적 종(Citrus × limon (L.) Osbeck)으로 보기도 한다.

## 역사
레몬 재배는 인도 북동부 아삼주, 미얀마 북부, 중국 등지에서 처음 이루어졌다고 추정된다. 1747년에 괴혈병으로 고통 받는 어부에 대한 제임스 린드의 실험을 통해, 어부들의 식단에 레몬 즙을 추가하여 비타민 C를 보충하게 되었다.

## 어원
영어 ‘레몬(lemon)’은 페르시아어 ‘리무(لیمو, limu)’가 아랍어와 고대 프랑스어를 거쳐서 전해진 것이다.

## 이용
노란색 타원형 열매는 대표적인 귤열매로, 과즙 (레몬즙), 과육, 껍질(제스트) 등이 요리에 널리 쓰이며, 청소 등에도 사용된다. 레몬즙은 5~6% 시트르산을 함유하며 산성을 띠고, pH는 2.2 정도이다. 단맛이 적고 강한 신맛이 나며, 특히 고기류와 생선류의 염기성인 비린내를 제거하고 맛을 살리기 위해 사용하는 경우가 많다. 또한 레모네이드 등의 음료수를 만들거나, 소주 등 술에 레몬즙을 섞어 칵테일 등을 만들기도 한다.

## 갤러리

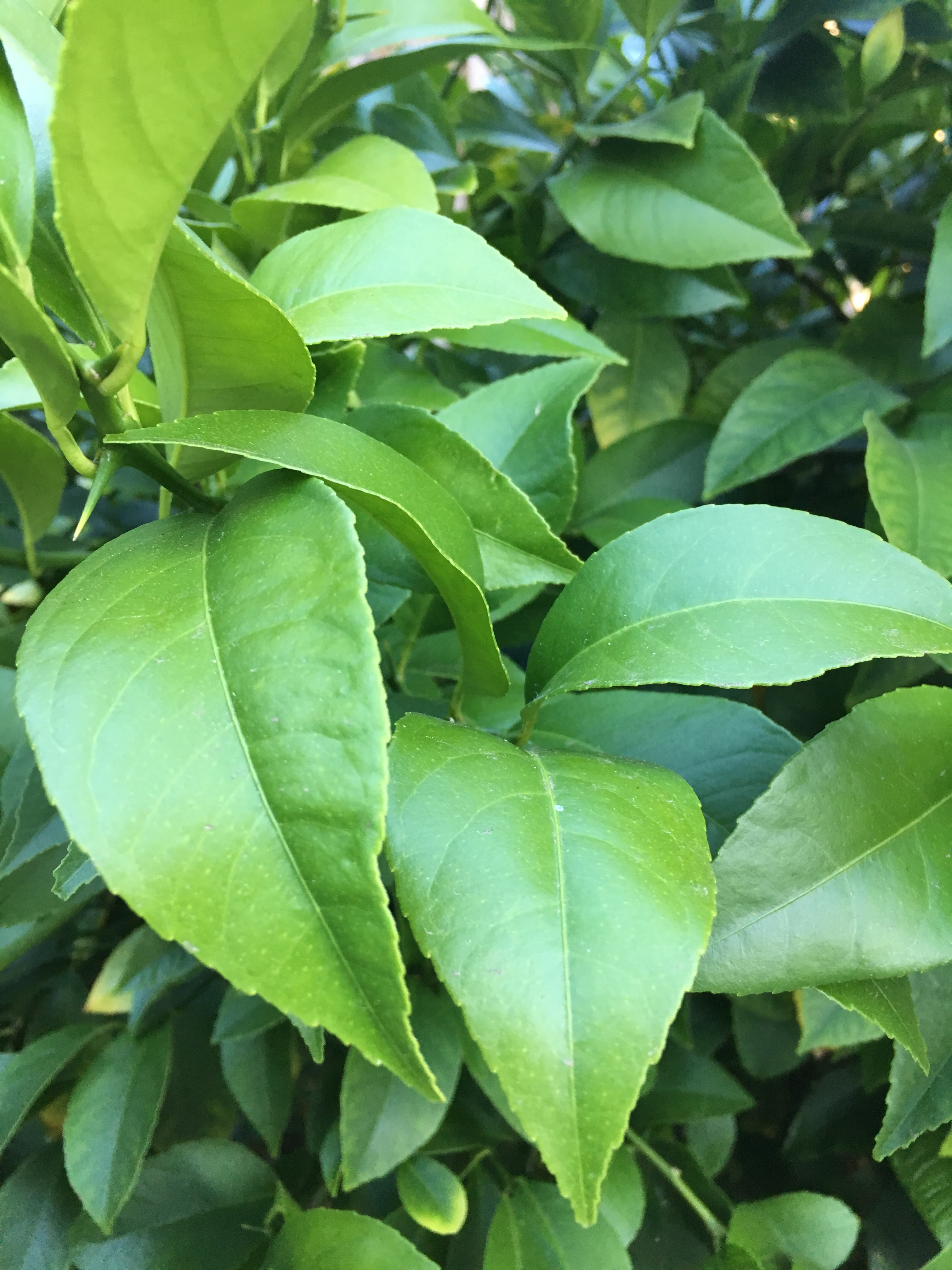
잎
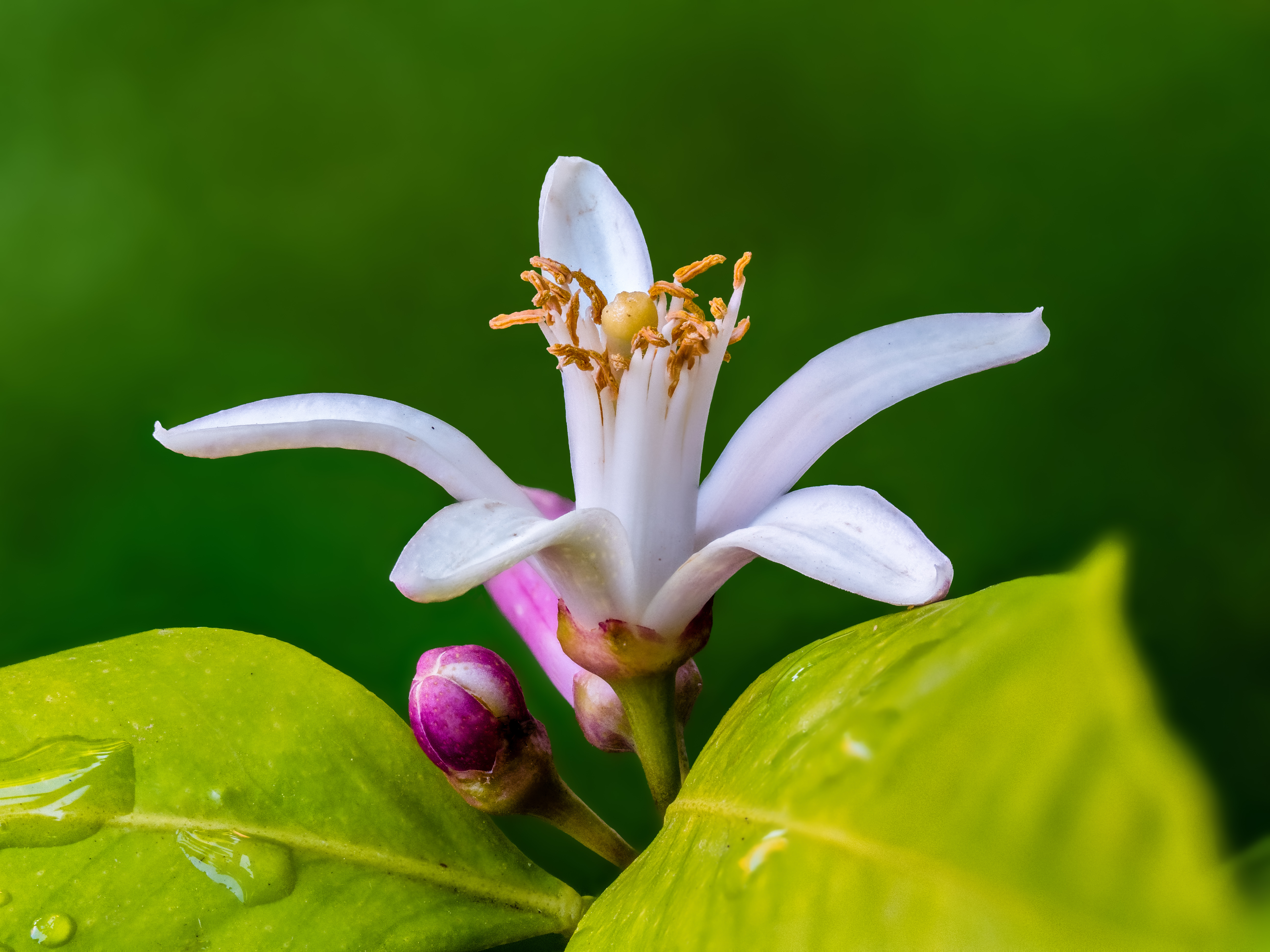
꽃
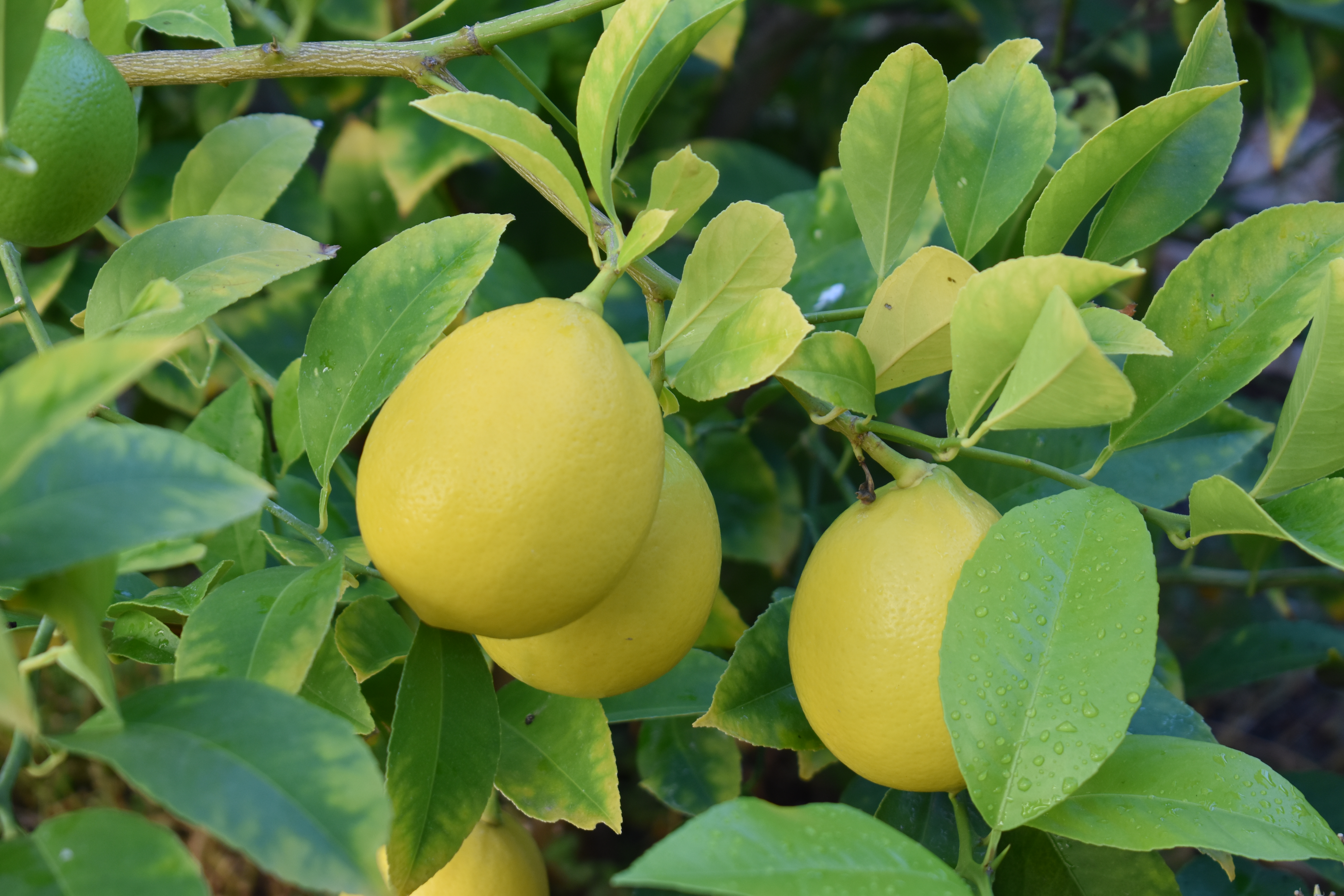
열매
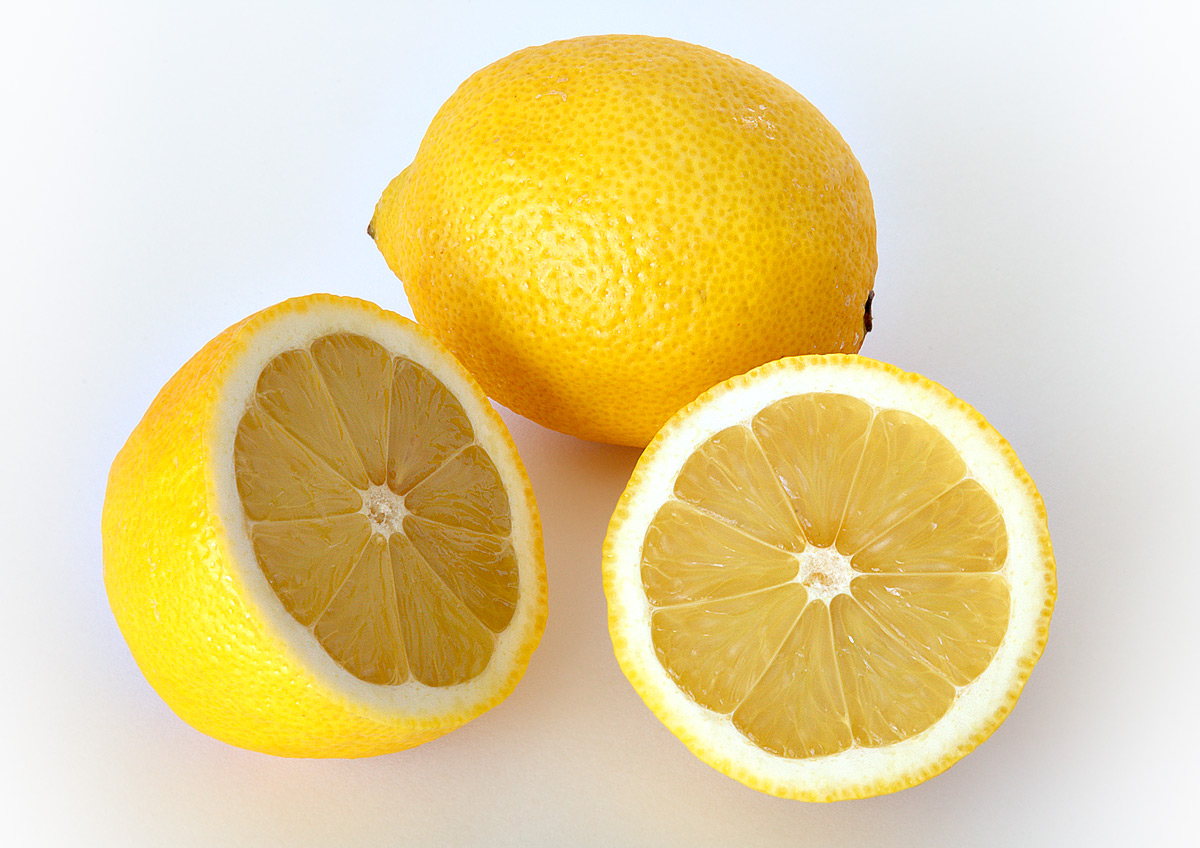
열매의 단면

## 같이 보기
- 라임
- 오렌지
- 레몬테라스